# Entrada em vigor
Entrada em vigor é uma expressão típica de tratados, acordos, leis, pactos, convenções, protocolos e regulamentos. Há uma grande distinção entre a "assinatura do acordo" e a "entrada em vigor" de um acordo.
Leis criadas no Congresso do Brasil em um determinado ano somente entram em vigor no primeiro dia do próximo ano, como por exemplo, o Estatuto do Idoso que foi sancionado em outubro de 2003 e somente entrou em vigor em 1 de janeiro de 2004.
Outros exemplos como o Protocolo de Genebra foi assinado em 17 de junho de 1925 e entrou em vigor em 8 de fevereiro de 1928. E outro exemplo, o Tratado de Assunção foi aberto para assinaturas em 26 de março de 1991 e entrou em vigor no mesmo ano em 29 de novembro de 1991.